# ناحیه کرمس-لاند
ناحیه کرمس-لاند (به آلمانی: Krems-Land District) یک ناحیه در اتریش است که در نیدراسترایش واقع شده‌است. ناحیه کرمس-لاند ۵۶٬۲۶۸ نفر جمعیت دارد.